# Supranationaler Emittent
Ein Supranationaler Emittent ist eine supranationale Organisation, die regelmäßig Anleihen emittiert. Nicht alle supranationalen Organisationen finanzieren sich über die Emission von Wertpapieren, so dass nicht jede supranationale Organisation auch ein supranationaler Emittent ist (z. B. die Vereinten Nationen).
Aufgrund der Eigenschaft der Supranationalität haben deren Wertpapiere i. d. R. ein gutes oder sehr gutes Credit Rating, da i. d. R. mehrere Staaten gemeinschaftlich bei Ausfall des supranationalen Emittenten für dessen Verbindlichkeiten haften.
Des Weiteren werden die Wertpapiere von supranationalen Emittenten bzgl. der Eigenkapitalvorschriften für Finanzdienstleister besonders bzw. bevorzugt behandelt (z. B. Kapitaladäquanz bei Banken und Solvabilität bei Versicherungen).

Liste Suparantionaler Emittenten
| Abkürzung   | Englische Bezeichnung                                         | Deutsche Bezeichnung                                                |
| ----------- | ------------------------------------------------------------- | ------------------------------------------------------------------- |
| AFC         | Africa Finance Corporation                                    | deutsche Übersetzung nicht üblich                                   |
| AfDB        | African Development Bank                                      | Afrikanische Entwicklungsbank                                       |
| Afreximbank | African Export–Import Bank                                    | Afrikanische Export-Import-Bank                                     |
| ATIDI       | African Trade & Investment Development Insurance              | deutsche Übersetzung nicht üblich                                   |
| BADEA 1     | Arab Bank for Economic Development in Africa                  | deutsche Übersetzung nicht üblich                                   |
| Dhaman      | Arab Investment & Export Credit Guarantee Corporation         | deutsche Übersetzung nicht üblich                                   |
| APICORP     | Arab Petroleum Investments Corporation                        | deutsche Übersetzung nicht üblich                                   |
| ADB         | Asian Development Bank                                        | Asiatische Entwicklungsbank                                         |
| AIIB        | Asian Infrastructure Investment Bank                          | Asiatische Infrastrukturinvestmentbank                              |
| BSTDB       | Black Sea Trade and Development Bank                          | Schwarzmeer-Handels- und Entwicklungsbank                           |
| CDB         | Caribbean Development Bank                                    | Karibische Entwicklungsbank                                         |
| BCIE 2      | Central American Bank for Economic Integration (CABEI)        | Zentralamerikanische Bank für Wirtschaftsintegration                |
| CEB         | Council of Europe Development Bank                            | Entwicklungsbank des Europarates                                    |
| CGIF        | Credit Guarantee and Investment Facility                      | deutsche Übersetzung nicht üblich                                   |
| CAF 3       | Development Bank of Latin America                             | Lateinamerikanische Entwicklungsbank                                |
| EDB         | Eurasian Development Bank                                     | Eurasische Entwicklungsbank                                         |
| EUROFIMA    | European Company for the Financing for Railroad Rolling Stock | Europäische Gesellschaft für die Finanzierung von Eisenbahnmaterial |
| EURATOM     | European Atomic Energy Community                              | Europäische Atomgemeinschaft                                        |
| EBRD        | European Bank for Reconstruction and Development              | Europäische Bank für Wiederaufbau und Entwicklung                   |
| EFSF        | European Financial Stability Facility                         | Europäische Finanzstabilisierungsfazilität                          |
| EIB         | European Investment Bank                                      | Europäische Investitionsbank                                        |
| ESM         | European Stability Mechanism                                  | Europäischer Stabilitätsmechanismus                                 |
| EU          | European Union                                                | Europäische Union                                                   |
| FONPLATA    | Fondo Financiero para el Desarrollo de la Cuenca del Plata    | deutsche Übersetzung nicht üblich                                   |
| FLAR        | Fondo Latinoamericano de Reservas                             | Anden-Reservefonds                                                  |
| IDB         | IDB Invest                                                    | deutsche Übersetzung nicht üblich                                   |
| IADB        | Inter-American Development Bank                               | Interamerikanische Entwicklungsbank                                 |
| IBRD        | International Bank for Reconstruction and Development         | Internationale Bank für Wiederaufbau und Entwicklung                |
| IDA         | International Development Association                         |                                                                     |
| IFFIM       | International Finance Facility for Immunisation               |                                                                     |
| IFC         | International Financial Corporation                           | Internationale Finanz-Corporation                                   |
| IFAD        | International Fund for Agricultural Development               |                                                                     |
| IIB         | International Investment Bank                                 |                                                                     |
| IMF         | International Monetary Fund                                   | Internationaler Währungsfonds                                       |
| ICD         | Islamic Corporation for the Development of the Private Sector |                                                                     |
| IDB         | Islamic Development Bank                                      | Islamische Entwicklungsbank                                         |
| NDB         | New Development Bank                                          | Neue Entwicklungsbank                                               |
| NIB         | Nordic Investment Bank                                        | Nordische Investitionsbank                                          |
| OFID        | OPEC Fund for International Development                       |                                                                     |
| WADB 4      | West African Development Bank                                 | Westafrikanische Entwicklungsbank                                   |

Fußnoten zur Tabelle